# Anna-Lena Friedsam
Anna-Lena Friedsam (Neuwied, 1 de febrero de 1994) es una jugadora de tenis alemana.
Friedsam ha ganado diez títulos en singles y tres en dobles en el ITF Tour en su carrera. Su mejor clasificación en la WTA fue la número 73 del mundo, que llegó el 20 de julio de 2015. En dobles alcanzó número 241 del mundo, que llegó el 3 de marzo de 2014. Friedsam ganó su primer torneo ITF 25.000 dólares en el Infond Abrir en Maribor, Eslovenia

## Títulos WTA (4; 0+4)

### Individual (0)
| Leyenda                                |
| -------------------------------------- |
| Grand Slam (0)                         |
| Juegos Olímpicos (0)                   |
| WTA Finals (0)                         |
| P. Mandatory & Premier 5, WTA 1000 (0) |
| Premier, WTA 500 (0)                   |
| International, WTA 250 (0)             |

#### Finalista (2)
| N.º | Fecha                 | Torneo | Superficie | Oponente en la final     | Resultado     |
| --- | --------------------- | ------ | ---------- | ------------------------ | ------------- |
| 1.  | 18 de octubre de 2015 | Linz   | Dura (i)   | Anastasia Pavlyuchenkova | 4-6, 3-6      |
| 2.  | 8 de marzo de 2020    | Lyon   | Dura (i)   | Sofia Kenin              | 2-6, 6-4, 4-6 |

### Dobles (4)
| Leyenda                                |
| -------------------------------------- |
| Grand Slam (0)                         |
| Juegos Olímpicos (0)                   |
| WTA Finals (0)                         |
| P. Mandatory & Premier 5, WTA 1000 (0) |
| Premier, WTA 500 (1)                   |
| International, WTA 250 (3)             |

| N.º | Fecha                    | Torneos   | Superficie        | Pareja           | Oponentes en la final                   | Resultado        |
| --- | ------------------------ | --------- | ----------------- | ---------------- | --------------------------------------- | ---------------- |
| 1.  | 28 de abril de 2019      | Stuttgart | Tierra batida (i) | Mona Barthel     | Anastasia Pavlyuchenkova Lucie Šafářová | 2-6, 6-3, [10-6] |
| 2.  | 2 de octubre de 2021     | Astaná    | Dura (i)          | Monica Niculescu | Angelina Gabueva Anastasia Zakharova    | 6-2, 4-6, [10-5] |
| 3.  | 31 de julio de 2022      | Varsovia  | Tierra batida     | Anna Danilina    | Katarzyna Kawa Alicja Rosolska          | 6-4, 5-7, [10-5] |
| 4.  | 17 de septiembre de 2023 | Osaka     | Dura              | Nadiia Kichenok  | Anna Kalinskaya Yulia Putintseva        | 7-6(3), 6-3      |

#### Finalista (4)
| N.º | Fecha                    | Torneos  | Superficie    | Pareja             | Oponentes en la final                  | Resultado         |
| --- | ------------------------ | -------- | ------------- | ------------------ | -------------------------------------- | ----------------- |
| 1.  | 19 de junio de 2016      | Mallorca | Hierba        | Laura Siegemund    | Gabriela Dabrowski Maria Jose Martínez | 4-6, 2-6          |
| 2.  | 20 de septiembre de 2020 | Roma     | Tierra batida | Ioana Raluca Olaru | Su-Wei Hsieh Barbora Strýcová          | 2-6, 2-6          |
| 3.  | 10 de abril de 2021      | Bogotá   | Tierra batida | Mihaela Buzărnescu | Elixane Lechemia Ingrid Neel           | 3-6, 4-6          |
| 4.  | 12 de febrero de 2023    | Linz     | Dura (i)      | Nadiia Kichenok    | Natela Dzalamidze Viktória Kužmová     | 6-4, 5-7, [10-12] |

## Títulos WTA 125s

### Individual (1)
| N.º | Fecha                   | Torneo | Superficie | Oponentes     | Resultado |
| --- | ----------------------- | ------ | ---------- | ------------- | --------- |
| 1.  | 7 de septiembre de 2014 | Suzhou | Dura       | Yingying Duan | 6-1, 6-3  |

#### Finalista (1)
| N.º | Fecha               | Torneo      | Superficie | Oponentes  | Resultado |
| --- | ------------------- | ----------- | ---------- | ---------- | --------- |
| 1.  | 19 de marzo de 2016 | San Antonio | Dura       | Misaki Doi | 4-6, 2-6  |

### Dobles

#### Finalista (1)
| N.º | Fecha                   | Torneos        | Superficie | Pareja              | Oponentes                          | Resultado |
| --- | ----------------------- | -------------- | ---------- | ------------------- | ---------------------------------- | --------- |
| 1.  | 10 de noviembre de 2013 | Taipéi, Taiwán | Carpet (i) | Alison Van Uytvanck | Caroline Garcia Yaroslava Shvedova | 3-6, 3-6  |

## ITF

### Individual (10)
| Torneos de $100,000 |
| Torneos de $75,000  |
| Torneos de $50,000  |
| Torneos de $25,000  |
| Torneos de $15,000  |
| Torneos de $10,000  |

| N.º | Fecha                    | Torneo                    | Superficie | Oponentes              | Resultado        |
| --- | ------------------------ | ------------------------- | ---------- | ---------------------- | ---------------- |
| 1.  | 12 de marzo de 2012      | Astana, Kazajistán        | Dura (i)   | Ekaterina Yashina      | 6-4, 6-3         |
| 2.  | 21 de mayo de 2012       | Velenje, Eslovenia        | Arcilla    | Agnese Zucchini        | 6-1, 6-3         |
| 3.  | 28 de mayo de 2012       | Maribor, Eslovenia        | Arcilla    | Teliana Pereira        | 2-6, 7-6(1), 6-2 |
| 4.  | 11 de junio de 2012      | Padova, Italia            | Arcilla    | Corinna Dentoni        | 6-2, 6-2         |
| 5.  | 9 de julio de 2012       | Aschaffenburg, Alemania   | Arcilla    | Kathrin Wörle          | 6-4, 2-6, 6-4    |
| 6.  | 20 de agosto de 2012     | Charleroi, Bélgica        | Arcilla    | Angelique van der Meet | 6-4, 7-6(5)      |
| 7.  | 18 de marzo de 2013      | Sunderland, Reino Unido   | Dura (i)   | Alison Van Uytvanck    | 6-2, 7-6(4)      |
| 8.  | 26 de agosto de 2013     | Caldera 2, Rusia          | Dura       | Marta Sirotkina        | 6-2, 6-3         |
| 9.  | 9 de septiembre de 2013  | Trabzon 2, Turquía        | Dura       | Yuliya Beygelzimer     | 4-6, 6-3, 6-3    |
| 10. | 23 de septiembre de 2013 | Loughborough, Reino Unido | Dura (i)   | Alison Van Uytvanck    | 6-3, 6-0         |
| 11. | 15 de junio de 2015      | Ilkley, Reino Unido       | Césped     | Magda Linette          | 5-7, 6-3, 6-1    |

### Finalista (5)
| N.º | Fecha                   | Torneo                  | Superficie | Oponentes        | Resultado   |
| --- | ----------------------- | ----------------------- | ---------- | ---------------- | ----------- |
| 1.  | 11 de abril de 2011     | Bol, Croacia            | Arcilla    | Evelyn Mayr      | 6-7(3), 2-6 |
| 2.  | 17 de octubre de 2011   | Antalya 18, Turquía     | Arcilla    | Diana Enache     | 4-6, 2-6    |
| 3.  | 14 de noviembre de 2011 | Équeurdreville, Francia | Dura       | Maryna Zanevska  | 4-6, 2-6    |
| 4.  | 26 de marzo de 2012     | Antalya 12, Turquía     | Arcilla    | Anna Schmiedlová | 6-7(5), 4-6 |
| 5.  | 2 de abril de 2012      | Antalya 13, Turquía     | Dura       | Anna Schmiedlová | 5-7, 2-6    |

### Dobles (3)
| Torneos de $100,000 |
| Torneos de $75,000  |
| Torneos de $50,000  |
| Torneos de $25,000  |
| Torneos de $15,000  |
| Torneos de $10,000  |

| N.º | Fecha                 | Torneos                    | Superficie | Pareja              | Oponentes                     | Resultado           |
| --- | --------------------- | -------------------------- | ---------- | ------------------- | ----------------------------- | ------------------- |
| 1.  | 13 de febrero de 2012 | Leimen, Alemania           | Dura (i)   | Julia Kimmelmann    | Elyne Boeykens Jana Nabel     | 6-1, 7-6(4)         |
| 2.  | 21 de mayo de 2012    | Velenje, Eslovenia         | Arcilla    | Vanda Lukács        | Anja Prislan Dejana Raickovic | 7-6(3), 5-7, [10-4] |
| 3.  | 25 de marzo de 2013   | Croissy-Beaubourg, Francia | Dura (i)   | Alison Van Uytvanck | Stéphanie Foretz Eva Hrdinová | 6-3, 6-4            |

### Finalista (2)
| N.º | Fecha               | Torneos            | Superficie | Pareja        | Oponentes                              | Resultado        |
| --- | ------------------- | ------------------ | ---------- | ------------- | -------------------------------------- | ---------------- |
| 1.  | 28 de mayo de 2012  | Maribor, Eslovenia | Arcilla    | Karen Barbat  | Elena Bogdan Kathrin Wörle             | 2-6, 6-2, [5-10] |
| 2.  | 21 de julio de 2014 | Astaná, Kazajistán | Dura       | Michaela Boev | Vitalia Diatchenko Margarita Gasparyan | 4-6, 1-6         |